# Elvebakken
Elvebakken är en stadsdel i tätorten Alta i Alta kommun i Finnmark fylke i Norge. 
Elvebakken ligger öster om tätortens centrum vid Altaälvens mynning i Altafjorden och vid Europaväg 6. Alta flygplats ligger här. "Gamle Altagård" som brändes ner under andra världskriget av tyskarna byggdes upp efter kriget på Elvebakken. Elvebakkekyrkan ligger även här.